# The Man from Tia Juana
The Man from Tia Juana er en amerikansk stumfilm fra 1917 af James W. Horne.

## Medvirkende
- Marin Sais - Madge King
- Robert N. Bradbury
- Edward Clisbee - Herman Durkee
- Edward Hearn - Larry Kerwin
- Jack Hoxie